# Acanthognathus teledectus
Acanthognathus teledectus este o specie de furnici aparținând genului Acanthognathus. Descrisă în 1969 de Brown & Kempf, specia este originară din America Centrală.